# The Pickwick Papers (film, 1913)
 (juillet 2025).
Pour les articles homonymes, voir Pickwick.
Pour plus de détails, voir Fiche technique et Distribution.
The Pickwick Papers est un film américano-britannique réalisé par Laurence Trimble sorti en 1913.

## Fiche technique
- Titre original : The Pickwick Papers
- Réalisation : Laurence Trimble
- Scénario : Eugene Mullin, d'après le roman The Pickwick Papers de Charles Dickens
- Production : Vitagraph Company
- Format : noir et blanc; muet
- Durée : 15 minutes
- Genre : Comédie
- Pays de production :  États-Unis,  Royaume-Uni
- Dates de sortie :
  - États-Unis : 28 février 1913
  - Royaume-Uni : février 1913

## Distribution
- John Bunny : Samuel Pickwick
- James Prior : Mr Tupman
- Sidney Hunt : Mr. Snodgrass
- Fred Hornby : Mr Winkle
- Arthur White : Dr Slammer